# Сад божественних пісень (концерт)
Сад божественних пісень — хоровий концерт Івана Карабиця на вірші Г. Сковороди, написаний 1971 року. Складається з 6 частин:
- I — «Ах поля, поля зелены»
- II — «Чолнок мой»
- III — «Не пойду в город богатый»
- IV — «Распростри вдаль взор твой»
- V — «Лутче час»
- VI — «Пройшли облака»

У цьому творі, за висловом Кияновської, гуманістичні думки філософа «отримують яскраве емоційне забарвлення завдяки використанню музично-виразових засобів, притаманих традиції хорових духовних концертів М. Березовського та Д. Бортонянського», твір приваблює «гармонійністю, цілісністю враження, оригінальністю бачення нового в традиційному». Цей твір увійшов до навчальної програми вишів музичного профілю.

## Джерело
- Кияновська Л. Українська музична культура: навч. посіб. — Львів : Тріада плюс, 2008. — С. 269-271.